# Élection présidentielle somalilandaise de 2003
L'élection présidentielle somalilandaise de 2003 a eu lieu le 14 avril 2003 au Somaliland. Il s'agit de la première élection présidentielle à avoir lieu au scrutin universel direct dans le pays, les élections précédentes ayant eu lieu par le biais d'un collège électoral restreint.
Le président sortant Dahir Riyale Kahin remporte le scrutin avec une avance extrêmement maigre, seules 80 voix le séparant d'Ahmed Mahamoud Silanyo. Le caractère très serré du résultat entraîne plusieurs mois de troubles politiques dans le pays et un recours de Silanyo auprès de la Cour suprême. Celle-ci le rejette le 11 mai et Silanyo finit par reconnaître le résultat le 8 juin suivant.

## Système politique et électoral
Le Somaliland est un État de la Corne de l'Afrique qui s'est autoproclamé indépendant de la Somalie en 1991 et qui n'est pas reconnu par la communauté internationale.
Son président est élu au scrutin uninominal majoritaire à un tour pour un mandat de quatre ans renouvelable une fois. Le président en exercice, et candidat à sa réélection, Dahir Riyale Kahin, est arrivé au pouvoir à la suite de la mort en fonction du premier président du pays, Abdirahman Ali Tur. Par la suite, Kahin est élu au scrutin indirect en 1993 pour un mandat de deux ans, prolongé jusqu'en 1997, date à laquelle il est réélu pour un mandat à nouveau prolongé jusqu'en 2003.
Seuls peuvent se présenter les candidats soutenus par un parti, dont le nombre est limité à trois par la constitution, dans le but de limiter le tribalisme politique dans le pays. Les élections municipales de décembre 2002, au cours desquelles le multipartisme intégral est autorisé, servent de primaires à ce système, les trois partis arrivant en tête devenant ceux autorisés à concourir aux scrutins présidentiels et législatifs,.

## Résultats
|                      | Dahir Riyale Kahin     | UDUB                 | 205 595 | 42,08 |  |  |
|                      | Ahmed Mahamoud Silanyo | Kulmiye              | 205 515 | 42,07 |  |  |
|                      | Faisal Ali Warabe      | UCID                 | 77 433  | 15,85 |  |  |
|                      |                        |                      |         |       |  |  |
| Votes valides        | Votes valides          | Votes valides        | 488 543 | 97,98 |  |  |
| Votes blancs et nuls | Votes blancs et nuls   | Votes blancs et nuls | 10 096  | 2,02  |  |  |
| Total                | Total                  | Total                | 498 639 | 100   |  |  |